# Romanija
Romanija är en bergskedja i Bosnien och Hercegovina.   Den ligger i entiteten Republika Srpska, i den sydöstra delen av landet, 25 km öster om huvudstaden Sarajevo.
I omgivningarna runt Romanija växer i huvudsak blandskog. Runt Romanija är det ganska tätbefolkat, med 67 invånare per kvadratkilometer.